# Barbican (metropolitana di Londra)
Barbican è una stazione della metropolitana di Londra, servita dalla linea Circle, dalla linea Hammersmith & City e dalla linea Metropolitan.
Fu aperta il 23 dicembre 1865, con il nome di Aldersgate Street, preso dalla strada sulla quale è situata. Fu gravemente danneggiata durante la seconda guerra mondiale nel dicembre 1941. Il servizio Thameslink che operava da questa stazione fu rimosso nel marzo 2009.
Consta di quattro binari, ma solo due vengono regolarmente utilizzati dai treni di tutte le diverse linee.
È compresa all'interno della Travelcard Zone 1.